# Quercus hypargyrea
Quercus hypargyrea — вид рослин з родини букових (Fagaceae). Вид пов'язаний з Q. glauca.

## Біоморфологічна характеристика
Це дерево до 12 метрів; крона округла. Листки 7.5–15.5 × 2.5–5.5 см, вічнозелені, від довгасто-еліптичних до еліптично-ланцетних; верхівка від гострої до загостреної; основа клиноподібна або майже округла; край у верхівкових 1/2 пилчастий; блискуче зелені зверху й без волосся; сіро-зелені знизу, з простими волосками, потім голі; ніжка листка 1–2.7 см завдовжки, без волосся. Жолуді 1.8 × 1 см, парні або до 6; чашечка тонка (товщина менше 1 мм), завдовжки 8 мм, у діаметрі 1–1.5 см, з 6–7 концентричними кільцями; дозрівають у другому сезоні.

## Проживання
Ендемік південно-східного й південно-центрального Китаю. Часто трапляється в лісових масивах середньої висоти і, як відомо, охоплює великі площі в чистих деревостанах; росте на висотах 1000–2000 метрів.